# Unión para la Liberación de Ucrania

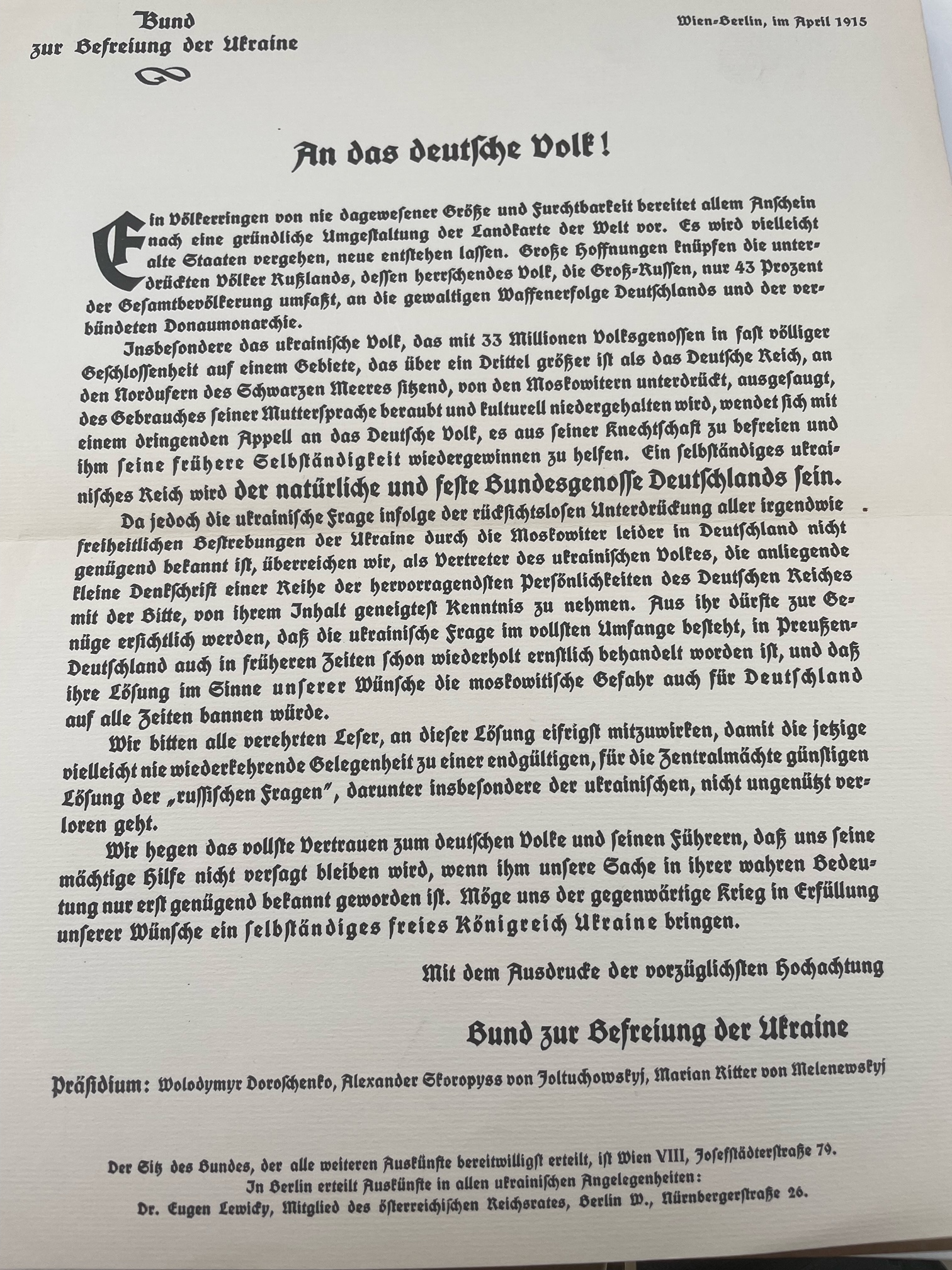
Llamamiento a la liberación de ucrania.

La Unión para la Liberación de Ucrania o sus siglas SVU (en ucraniano: Союз Визволення України (СВУ)), fue un partido político ucraniano formado el 14 de agosto de 1914 en Lviv por emigrados políticos ucranianos de Rusia.
La mayoría de los miembros del SVU fueron de ideología socialista, que huyeron a Galitzia como resultado de las represiones de Piotr Stolypin. Sus primeros dirigentes fueron Dmitro Dontsov y M. Zalizniak.
Las actividades del SVU estaban dirigidas por un directorio compuesto por Oleksandr Skoropis-Yoltuchovski, Volodimir Doroshenko, Andri Zuk, A. Melenevski, que ayudaron a los activistas de Galitzia y Bukovina pertenecientes a distintas organizaciones: Stepan Smal-Stocki, Roman Smal Stocki, Vasil Simonovich, Mijailo Vozniak, Bogdan Lepki, Mijailo Lozinski, Lev Jankevich, I. Krihiyakevich, Stepan Tudnicki entre otros. El centro de actividad del SVU estuvo poco tiempo en Lviv, trasladándose a Viena en agosto de 1914.
El partido apostó por la derrota rusa frente a los estados centrales. Tenía como objetivo el establecimiento de un estado ucraniano independiente, apoyados por Alemania y el Imperio austrohúngaro, sobre la base de los territorios conquistados a Rusia. Ucrania formaría parte de la monarquía Austrohúngara, con la transformación de estos territorios en un país diferente bajo la misma corona. El objetivo era fusinarse en una federación.
Estos objetivos fueron rechazados por Mijailo Hruchevski y Symon Petlyura, que estaban convencidos de la derrota de los estados centrales.
El SVU fue muy activo en el campo político como en el educativo-cultural entre los campos de prisioneros ucranianos en Austria y Alemania. En 1917, gracias a estas actividades, se pudo formar con estos prisioneros dos divisiones: Sinozhupannki (División Azul) y Serozhupannki (División gris), nombres adjudicados por el color de sus uniformes.
El SVU formalmente dejó de existir el 1 de mayo de 1918.